# ピンクノイズ
ピンクノイズ（英: pink noise）はパワーが周波数に反比例する雑音である。

## 概要

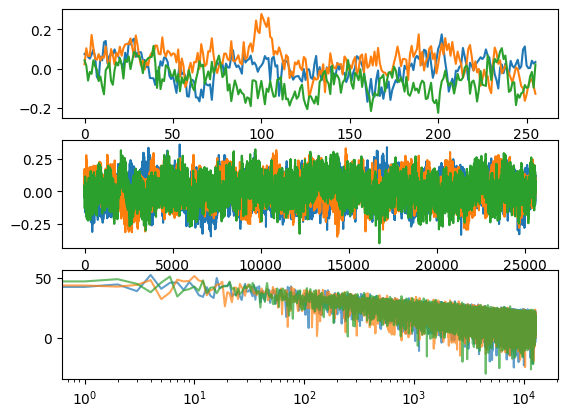
ピンクノイズ（左: ズーム、中: 全長、右: log-logスペクトル）

ピンクノイズはパワーが周波数に反比例する雑音である（⇒ #定義）。同じ周波数成分を持つ光がピンク色に見えることからピンクノイズと呼ばれる（⇒ #名称）。
いわゆる1/fゆらぎを持った信号源をマクロに見た場合も似た感じになる。ピンクノイズの波形は、フラクタル状になっていることが知られている。オクターブバンドと呼ばれる帯域ごとのエネルギーが一様になるため、様々な音響測定に使用される。
科学論文では1/fノイズは、より幅広く、下記式のスペクトル密度を持つ各種ノイズを指す。
{\displaystyle S(f)\propto 1/f^{\alpha }}
ここで、{\displaystyle f}は周波数で、0<α<2を満たすが、ふつう指数αは1前後に取る。このとき、周波数は10倍で α × 10デシベル減衰する。これらの"1/f類似"のノイズは、自然の中に広くみられ、多くの分野において、様々な研究対象となっている。

## 定義

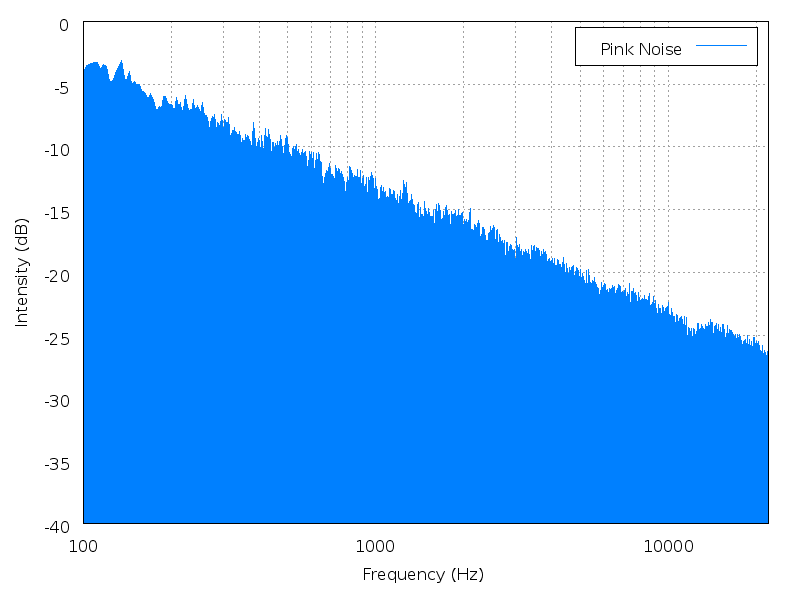
ピンクノイズ。周波数が10倍ごとに10dB減衰している。

ピンクノイズは周波密度が周波数の逆数となるような周波スペクトルをもった信号、または過程を指す。

## 名称
同じ周波数成分を持つ光がピンク色に見えることからピンクノイズと呼ばれる。ピンクノイズという名前は、ホワイトノイズ（1/f0）とレッドノイズ（またはブラウニアンノイズ、1/f2）の中間であることにちなむ。
1/fノイズとも呼ばれる。

## 例
ピンクノイズは日常の雑音としてしばしば観察される。